# Глінни-Сток
Глінни-Сток (пол. Glinny Stok) — село в Польщі, у гміні Семень Парчівського повіту Люблінського воєводства. Населення — 397 осіб (2011).

## Історія
У часи входження до складу Російської імперії належало до Радинського повіту Сідлецької губернії.
За даними етнографічної експедиції 1869—1870 років під керівництвом Павла Чубинського, у селі переважно проживали греко-католики, але усе населення розмовляло польською мовою.
У 1975—1998 роках село належало до Білопідляського воєводства.

## Демографія
Демографічна структура станом на 31 березня 2011 року:
|          | Загалом | Допрацездатний вік | Працездатний вік | Постпрацездатний вік |
| -------- | ------- | ------------------ | ---------------- | -------------------- |
| Чоловіки | 200     | 44                 | 133              | 23                   |
| Жінки    | 197     | 42                 | 110              | 45                   |
| Разом    | 397     | 86                 | 243              | 68                   |